# 小行星5734
小行星5734（英語：5734 Noguchi）是一颗围绕太阳公转的小行星。1989年1月15日，圓舘金、渡邊和郎在北见发现了此天体。
这颗小行星的绝对星等为13.11532等。